# Владивой
Владивой (чеш. Vladivoj; умер в январе 1003) — князь Чехии в 1002—1003 годы.

## Биография
Его происхождение не вполне ясно, скорее всего, он был сыном дочери князя Болеслава I Грозного Дубравки и польского князя Мешко I. Болеслав I Храбрый, в таком случае, был его младшим братом.
После изгнания князя Болеслава Рыжего в 1002 году, чехи (при активном участии рода Вршовцев) пригласили на княжение польского княжича Владивоя, родственника изгнанного князя. По словам летописца Титмара Мерзебургского, в Чехии он был принят «с большой симпатией». Однако почти сразу мелкие чешские правители разделились на про-немецкую и про-польскую партии, и ставленник последней, Владивой, оказался в меньшинстве.
Уже в ноябре этого года в Регенсбурге князь Владивой принес присягу новому королю Германии Генриху II Святому и впервые был утверждён королём в качестве чешского князя с ленными правами. Именно с этого момента Чехия стала считаться частью Священной Римской империи, что в дальнейшем позволило императорам активно вмешиваться в вопросы наследования чешского престола и в итоге привело к чешско-германской личной унии.
В отношении Владивоя также известно о его хроническом пристрастии к алкоголю. Хронисты утверждают, что он «и часу не мог провести без выпивки» и в итоге в январе 1003 года допился до смерти. Истинность этого факта сейчас, однако, установить не представляется возможным.
После смерти Владивоя Генрих II возвел на чешский княжеский престол княжича Яромира, но тот вскоре был вынужден бежать от вторжения войск Болеслава Храброго.